# أنور باشا
إسماعيل أنور باشا (بالتركية العثمانية: اسماعیل انور پاشا، وبالتركية الحديثة: İsmail Enver Paşa) (22 نوفمبر 1881 - 4 أغسطس 1922) الشهير اختصارًا بتسمية «أنور پاشا» هو قائد عسكري وثوري عثماني وأحد قادة حركة تركيا الفتاة وعضو في جمعية الاتحاد والترقي. شغل منصب ناظر الحربية ورئيس الأركان العامة للجيش في الدولة العثمانية في الفترة من 3 يناير 1914 وحتى 13 أكتوبر 1918 وهو أحد «الپاشوات الثلاثة» الذين هيمنوا على السلطة في الدولة العثمانية.
في أيام إقامته في مقدونيا العُثمانية انضمَّ أنور باشا إلى جمعية الاتحاد والترقي وهي مُنظمة تابعة لحركة تُركيا الفتاة التي كانت تُحشد ضد السلطنة المُطلقة للسُلطان عبد الحميد الثاني. في 1908 كان أنور پاشا من أبرز القادة الذين ترأسوا ثورة تُركيا الفتاة إلى جانب أحمد نيازي بك، وقد أسرف عنها إعادة صياغة الدُستور والديمُقراطيَّة البرلمانيَّة في الدولة العُثمانيَّة ليبدأ دور «المشروطية الثانية» وتم الترحيب بالقائد أنور پاشا باعتباره «بطل الثورة». فيما بعد عصفت بالدولة العُثمانيَّة سلسلة طويلة الأمد من الأزمات مثل واقعة 31 مارس وحُرُوب البلقان والصراع مع حزب الحُرية والائتلاف. كل تلك المُعرقلات التي طرأت على البلاد جعلت الاتحاديين مُحبَطين من العثمنة الليبراليةَّ. وبُعَيد الانقلاب العسكري سنة 1913 وصلت جمعية الاتحاد والترقي إلى سدَّة الحُكم فأضحى أنور پاشا ناظرًا للحربية في حين تولى طلعت پاشا رئاسة الحُكُومة العُثمانية.
وبصفته وزيرًا للحربية وقائدًا عامًا للجُيُوش العُثمانية بحُكم الأمر الواقع، كان أحد أقوى الشخصيات في الحُكُومة العُثمانية. ومن أوائل الذين بادروا في إقامة تحالُف مع ألمانيا وكان له بليغ الأثر في خوض الدولة العُثمانية غمار الحرب العالمية الأولى. وقاد هجومًا على القوات الروسية في معركة ساريقاميش التي انتهت بهزيمة القوات المُسلحة العُثمانية فألقى أنور پاشا باللوم على الأرمن. وكان أحد المُدانين بالإبادة الجماعيَّة العُثمانية المتُأخرة. وبعد نهاية الحرب العالمية الأولى وانكسار شوكة العُثمانيين فيها خرج أنور پاشا وقادة اتحاديون آخرون من الدولة العُثمانية وحكمت عليهم المحكمة العسكرية العُثمانية بالإعدام غيابيًا بتُهمة جر السلطنة إلى الحرب العُظمى. وانتهى المطاف بأنور پاشا في آسيا الوسطى وقُتل وهو يقود ثورة باسمشي ضد البلاشفة. وفي سنة 1996 أعيدت رُفاته إلى تُركيا ودفن فيها وقد أشاد الرئيس التُركي سُليمان دميرل بإسهاماته للقومية التُركية.
مع ترقيه في الرُتب العسكرية أصبح معروفًا بألقاب مرموقة رفيعة بما في ذلك «أنور أفندي» (بالتركية العثمانية: انور افندی) وأيضًا «أنور بك» (بالتركية العثمانية: انور بك) وأخيرًا «أنور باشا» (بالتركية العثمانية: انور پاشا) وكان اللقب الفخري «پاشا» يُمنح للضباط عند وصُولهم إلى رُتبة لواء.

## حياته المبكرة

### ولادته وعائلته

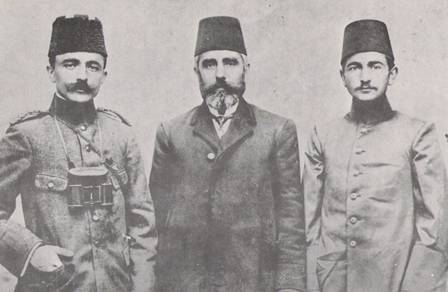
صورة يظهر فيها أنور پاشا رفقة والده الحاج أحمد پاشا وشقيقه نوري پاشا.

ولد أنور إسماعيل في ديوانيولو في إسطنبول والده هو «الحاج أحمد پاشا» الذي كان مهندسًا في وزارة الأشغال العامة وكانت والدته هي «عائشة ديلارا خانم» وتعود أصولها إلى القرم. أما والده ينحدر من أصول تركية گاگوزية أو ألبانية. وكان أنور هو الأكبر من بين خمسة أبناء. وحسب كلامه: على الرغم من أن عائلته لم تكن بالغة الثراء إلا أنهم بذلوا قصارى جهدهم في سبيل تعليمه. قضى والده الحاج أحمد پاشا حياته في مدن عدة في الدولة العثمانية ويعزى ذلكم الأمر إلى المهام والأعمال التي تقلدها، ففي بادئ الأمر عمل مهندسًا في وزارة الأشغال العامة ثم عُين أمينًا للصرة الهمايونية التي كانت تحمل الأموال والهدايا من إسطنبول إلى مكة والمدينة، وعليه تمت ترقيته إلى رتبة «پاشا». وكان لأنور أربعة إخوة، اثنان من الذكور وهما: نوري پاشا المعروف بلقبه الأشهر «نوري كيليجيل» وكامل پاشا واثنان من الإناث وهما: حسنة خانم التي تزوجت ناظم بك قائد سالونيك، ومديحة خانم التي تزوجت من القائد كاظم أورباي رئيس الأركان العامة السابق للجيوش العثمانية. بالإضافة إلى ذلك كان عم أنور هو خليل كوت المعروف بلقب «بطل الكوت والعمارة» بسبب انتصاراته الكبيرة التي حققها ضد الجيوش البريطانية في العراق وتحديدًا في مدينتي الكوت والعمارة.

### تعليمه

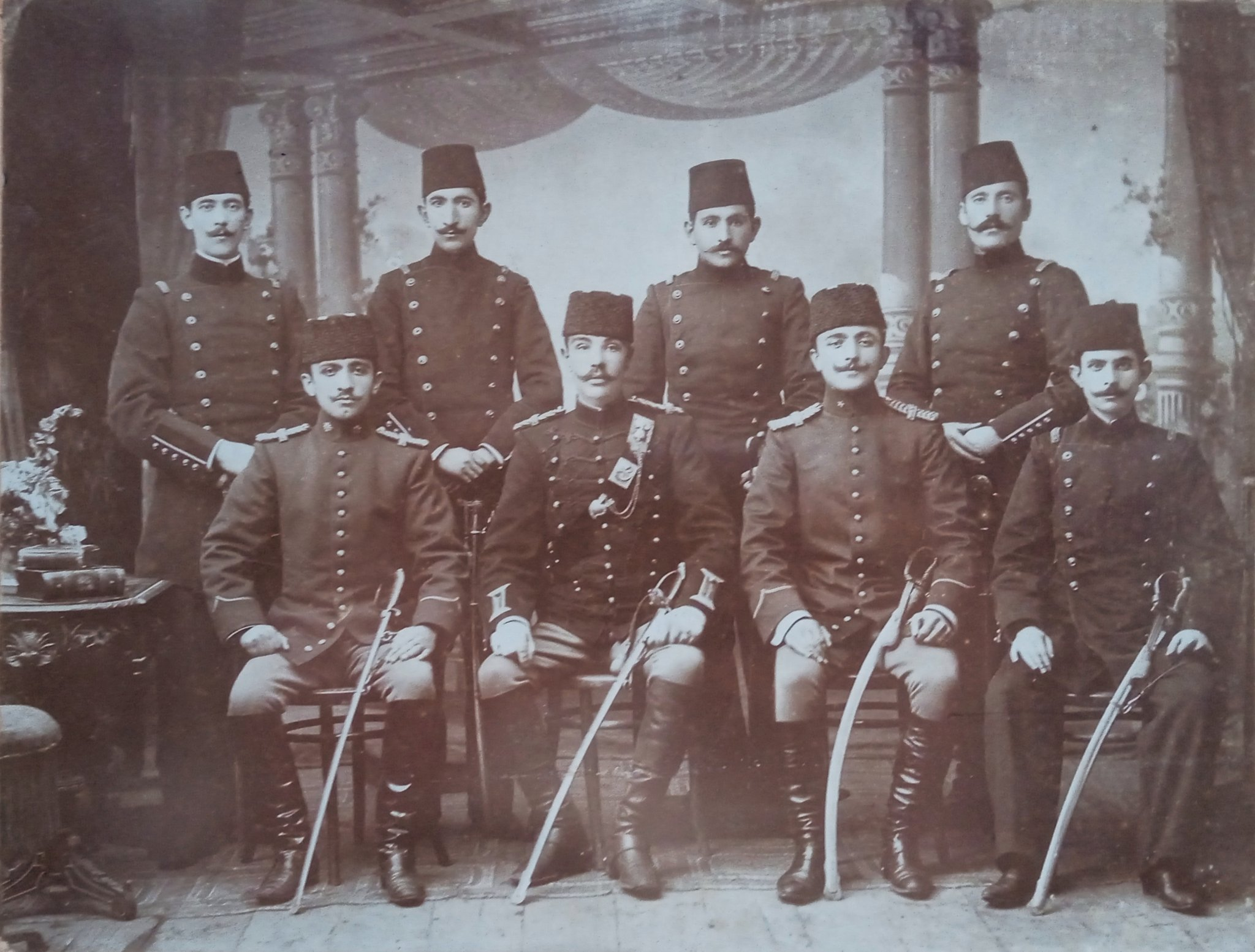
أنور بك طالبًا في السنة الثانية في الأكاديمية العسكرية مع جماعة من أصحابه أثناء تدريبهم على سلاح الفرسان.

عندما بلغ أنور الثالثة من عمره التحق بالمدرسة الابتدائية القريبة من منزله، وبعدها التحق بمدرسة الفاتح الابتدائية إلا أنه اضطر إلى تركها في الصف الثاني بسبب نقل والده إلى بوتلي، وعلى الرغم من صغر سنه تمكن من الالتحاق بالمدرسة الإعدادية العسكرية في بوتلي عام 1889 وتخرج منها عام 1893 ثم تابع تعليمه في المدرسة العسكرية التي دخلها وهو في المرتبة الخامسة عشر وتخرج منها في المرتبة السادسة عام 1896 ثم انتقل إلى المدرسة الحربية التي تخرج منها وظفر بالمركز الرابع سنة 1899 برتبة ملازم في قوات المشاة. خلال فترة دراسته في الكلية الحربية تم اعتقاله رفقة عمه خليل پاشا الذي كان طالبًا وتمت محاكمتهما في محاكم يلدز ثم أفرج عنهما. تخرج من الأكاديمية العسكرية في المرتبة الثانية وتمكن من دخول مكتب الأركان الحربية الشاهانية التي كانت تضم خمسة وأربعين مقعدًا لتدريب ضباط الأركان في الجيش العثماني، وبُعيد إنهاء تدريبه تم تعيينه في 23 تشرين الثاني (نوفمبر) 1902 برتبة نقيب أركان في فوج المدفعية الثالث عشر للجيش الثالث في بوتلي.

## جمعية الاتحاد والترقي

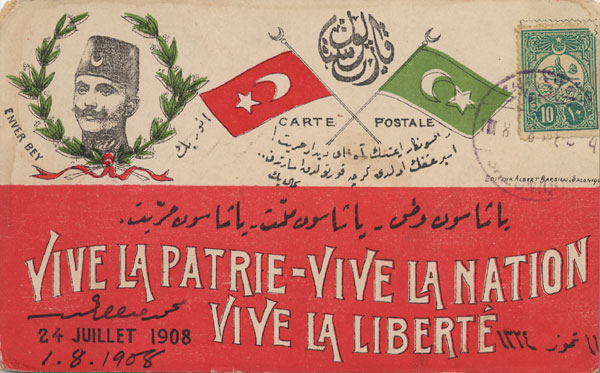
صورة أنور بك على نشرة تركيا الفتاة مع شعار «عاش الوطن، عاشت الأمة، عاشت الحرية» مكتوبًا باللغتين التركية العثمانية واللغة الفرنسية.

بِمُساعدة عمه خليل پاشا انضم أنور بك إلى جمعية الحرية العثمانية ليكون العضو الثاني عشر. وكانت مُنظمة سرية أسسها طلعت پاشا بهدف إقامة الملكية الدستورية في الدولة العثمانية، وقد تميزت عن سائر الجمعيات أن أعضائها كانوا من رجال الدولة والقادة العسكريين. وقد انصهرت لاحقًا مع جمعية الاتحاد والترقي بقيادة أحمد رضا. ومع انضمام أنور پاشا إلى الجمعية تمكنت الحركة من مد نفوذها إلى الجيش الثالث. وعند عودة أنور إلى بوتلي شرع في تشكيل خلية لجمعية الاتحاد والترقي في المدينة وعمل بشكل وثيق مع الضابط العثماني كاظم قرة بكر. وأضحى أنور پاشا الشخصية الرئيسية في فرع جمعية الاتحاد والترقي في بوتلي المقدونية وضم إلى المنظمة ضباطًا آخرين مثل أحمد نيازي بك وأيوب صبري. ومع مطلع القرن العشرين أبدت جمهرة من الأعضاء البارزين في حركة تركيا الفتاة مثل أنور پاشا اهتمامًا بالغًا بأفكار جوستاف لوبون. فمثلًا رأى أنور أن النواب عاديون وفي إشارة إلى لوبون كان يعتقد أن العقل الجمعي لا ينفك حاضرًا فيهم؛ ولذا لديهم القدرة على أن يصبحوا خطرين كالزعيم المستبد. ومع التحول الذي طرأ على الهوية الفكرية لجمعية الاتحاد والترقي بالابتعاد عن أفكار القادة الذين شكلوا نواة المنظمة في مقابل صعود أفكار الأعضاء الجدد، ساعد هذا التغيير أشخاصًا مثل أنور پاشا على نيل مكانة أكبر في حركة تركيا الفتاة.
سنة 1907 في مدينة أوخريد تأسست قوة مسلحة تسمى المنظمة الإسلامية الخاصة وضمت تحت جناحها شخصيات بارزة، وكان تأسيسها بهدف حماية المسلمين ومحاربة عصابات المنظمة الثورية المقدونية الداخلية. فيما بعد قام أنور پاشا وأيوب صبري بتجنيد المنظمة الإسلامية الخاصة لتكون فرعًا لجمعية الاتحاد والترقي في مدينة أوخريد. وقد اقترحت القيادة العامة الداخلية في جمعية الاتحاد والترقي على أنور پاشا أن يقيم عصبة للحركة في الريف فوافق أنور على هذا الاقتراح وسار من سالونيك إلى تيكفيس في 26 حزيران (يونيو) 1908 بهدف إقامة العصبة. منحت قيادة الاتحاد والترقي أنور پاشا لقب «المفتش العام للتنظيم الداخلي والقوات التنفيذية لحزب الاتحاد والترقي».

## ثورة تركيا الفتاة

### أسباب الثورة

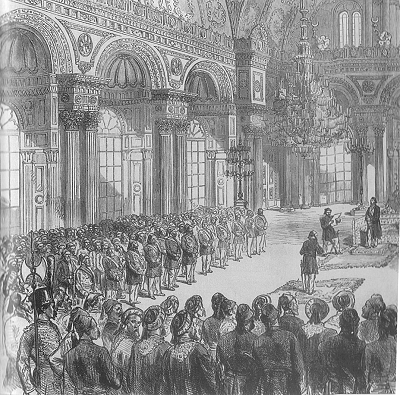
افتتاح البرلمان وإعلان القانون الأساسي للدولة العُثمانيَّة في قصر طولمة باغجة عشيَّة إقرار المشروطيَّة الأولى.

كان المطلب الأساسي للثوار في تُركيا الفتاة هو إعادة العمل بِالقانون الأساسي الذي أدى إلى ما يُسمَّى بالمشروطيَّة في إشارة إلى نظام الملكية الدستوريَّة، وكانت تلك المشروطيَّة سارية إلى أن عُطِّلت بأمر السُلطان عبد الحميد الثاني ليشرع في حُكمه المُنفرد الذي استمرَّ لمِا يُقارب ثلاثين عامًا من عُمر سلطنته وقد سمَّى معارضوه هذه الفترة «دور الاستبداد». ومن الأسباب التي أسفرت عن ثورة تركيا الفتاة والمُطالبة بِعودة إقرار المشروطيَّة هي:
- الثورات الدُستوريَّة في الدُول المُجاورة للسلطنة العُثمانيَّة مثل الثورة الروسيَّة الأولى التي انتهت بإقرار القوانين الأساسيَّة في القيصريَّة الروسيَّة بالإضافة إلى ثورة المشروطة في الدولة القاجاريَّة التي أدَّت إلى إقرار الملكيَّة الدستوريَّة في فارس، وكان لِتلك الوقائع بالغ الأثر في إحياء الرُوح الثوريَّة لدى الرَّعايا العُثمانيين في التغيير على غرار القُوى الدوليَّة الأخرى المُجاورة مثل روسيا وإيران.
- الصراعات الأهليَّة في مقدونيا العُثمانيَّة وأحداث العُنف التي أجبرت الإدارة العُثمانيَّة على الاستجابة للضُغُوط الدوليَّة لِتنفيذ إصلاحات في مقدونيا بِإشراف القُوى العُظمى فيما يُسمَّى «برنامج موزستج» وقد أدَّى ذلك الأمر إلى استياء بين الأوساط الشعبيَّة الإسلاميَّة لاسيما بين الضُباط، وكانت التدخُلات الخارجيَّة في شؤون الإدارة العُثمانيَّة للولايات المقدونيَّة تُثير مخاوف الرعايا المُسلمين في تلك البلاد.[37][38]
- عدم ثقة السُلطان عبد الحميد الثاني في القوَّات المسلحة وامتناعه عن تسليحه بالذخيرة الحيَّة خشية حُدُوث انقلاب ضده والشك في ولاء الضُباط لسلطنته، وانطبق هذا الأمر خاصةً على البحريَّة العُثمانيَّة التي كانت ذات يوم أقوى أُسطُول بحري في العالم إبان القرن الثالث عشر الميلادي وأضحى في عهد عبد الحميد متروكًا مُلغًى في القرن الذهبي.[39] علاوةً على تردِّي الأوضاع الماليَّة في الدولة العُثمانيَّة عامةً.

### ثورة تُركيا الفتاة

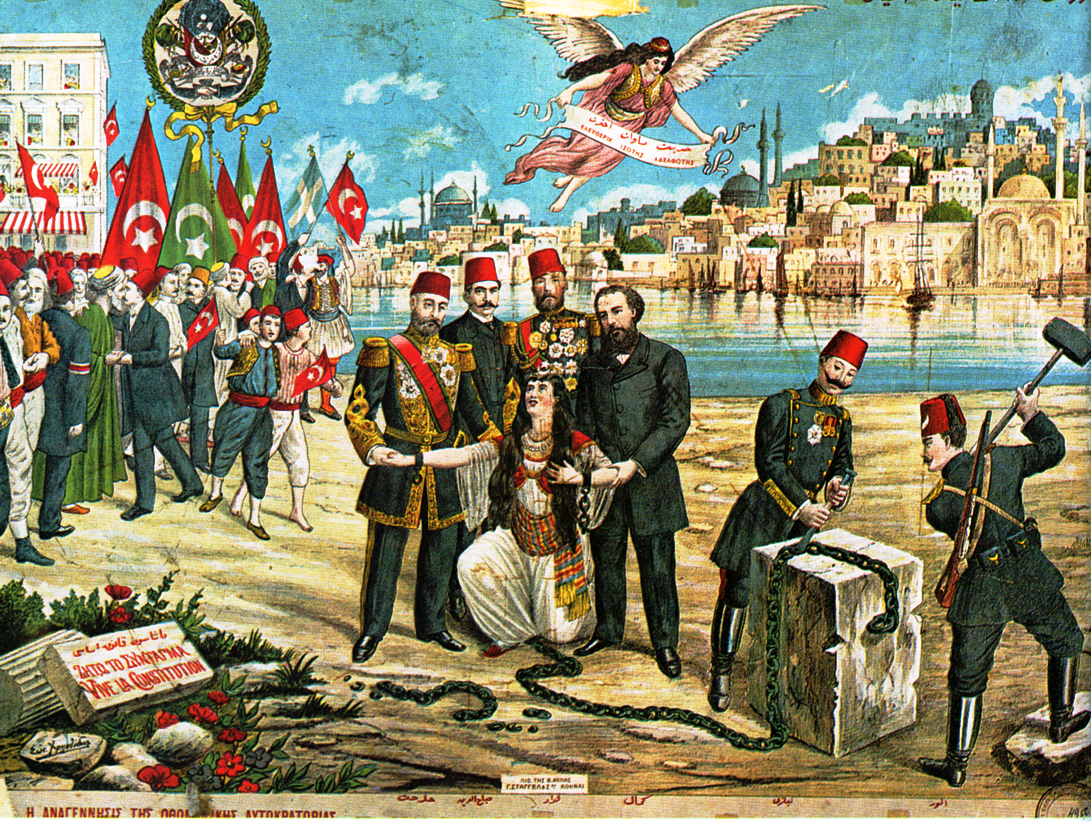
طباعة حجريَّة بالنُصُوص التُركيَّة العُثمانيَّة واليونانيَّة والفرنسيَّة، احتفالاً بالدُستور الجديد والمُساواة والأخوَّة الموعودة بين الرعايا العُثمانيين مع انتصار ثورة تُركيا الفتاة.

في 3 تموز (يوليو) 1908 سار القائد أحمد نيازي بك مع فرقته من رسنه إلى الجبال مُحتجًا على حُكم السُلطان عبد الحميد الثاني، وبدأ ثورة تركيا الفتاة وأصدر إعلانًا دعا فيه إلى استعادة القانون الأساسي الذي أُقِرَّ في 23 كانون الأول (ديسمبر) 1876. وعلى غراره سار القائدان أنور پاشا في تفكش وأيوب صبري إلى الجبال وشكَّلا فرقًا للحرب. إلا أنه من غير الواضح عمَّا إذا كانت جمعية الاتحاد والترقي قد وضعت موعدًا مُحددًا للثورة أم لا، لكن فيما بعد ذكر أنور پاشا أنَّهم قد قرَّروا ابتداء الثورة في آب (أغسطس) 1908 لكن الوقائع والأحداث أجبرتهم على تنفيذ الأمر قبل ميعاده. ومن أجل الحُصُول على دعم شعبي لِلثورة لعب أنور پاشا ونيازي بك على أوتار مخاوف التدخُلات الأجنبيَّة المُحتملة، وقد تألَّفت القطعات التي قادها أنور من المُتطوعين والمُنشقين، وطوال الثورة تكوَّنت العساكر التابعة لِلثوار من وحداتٍ شبه عسكريَّة مُسلمة مُعظمها من الألبان. أرسل أنور پاشا إنذارًا نهائيًا إلى المُفتش العام وطالب السُلطان عبد الحميد الثاني بِإصدار مرسومٍ في غضون 48 ساعة للإفراج عن أعضاء جمعية الاتحاد والترقي من الذين اعتقلوا واستقدموا إلى إسطنبول. محذرًا إياه بأنه في حال عدم امتثاله للإنذار النهائي فإنه سيرفض تحمل مسؤوليَّة الوقائع القادمة. وفي تيفكش نشر نداء بين الناس مكتوبًا بِخط اليد يدعوهم إلى الانضمام إلى الثورة أو البقاء على الحياد، وكان أنور يمتلك مقامًا رفيعًا بين المُسلمين في المنطقة التي أقام فيها واستطاع التواصُل معهم بسبب تمكُّنه من اللُغتين التُركيَّة والألبانيَّة.
وأثناء الثورة بقي أنور في منازل الوجهاء وكانوا يقبلون يديه احترامًا وتقديرًا لأنه أنقذهم سابقًا من هجمات المُنظمة الثوريَّة المقدونيَّة الداخليَّة. صرَّح أنور أن جمعية الاتحاد والترقي لم يكُن لها يد في الريف ما خلا جمعًا قليلًا من كبار مُلَّاك الأراضي المُنتمين إلى الجمعية من المُقيمين في المُدُن، ورغم ذاك احتفظوا بنُفُوذهم في قُراهم وكانوا قادرين على حشد الأهالي من أجل القضيَّة. فتمَّ تسجيل مُستوطنات بأكملها في جمعية الاتحاد والترقي من خلال مجالس شُيُوخ القُرى التي دعا إليها أنور في القُرى التُركيَّة في منطقة تيكفش. ومع حلول الأسبوع الثالث بدأت الثورة بالانتشار وزادت وطأتها وانشقت جمهرة من ضُباط الجيش وانضمُّوا إلى القضيَّة، طلب أنور ونيازي من المسؤولين ذوي التفكير المُماثل والوجهاء المدنيين إرسال عرائض مُتعددة إلى القصر العُثماني. كتب أنور في مُذكراته أنه بينما كان لا يزال مُنخرطًا في نشاط الحركة في أيام الثورة الأخيرة، قام بتأليف قواعد اشتباك أكثر تفصيلاً لاستخدامها من قبل الوحدات والفرق شبه العسكريَّة. وفي 23 تموز (يوليو) 1908 أُعلن «عصر الحرية» أمام قصر الحكومة في كوپرولو. وفي سالونيك قام أنور پاشا من شُرُفات فندق گراند أوتيل دانگلتير إلى حشد من الناس وسط المدينة، مُعلنًا إنهاء الحُكم المُطلق، وأن العُثمانيَّة سوف تسود، وفيما بعد سُمِّي هذا الميدان «ميدان إلفثرياس» أو «ميدان الحرية»، وكان السُلطان عبد الحميد الثاني قد أعاد العمل بالقانون الأساسي والمشروطيَّة الثانية في 23 تموز (يوليو) 1908.

### ما بعد الانتصار

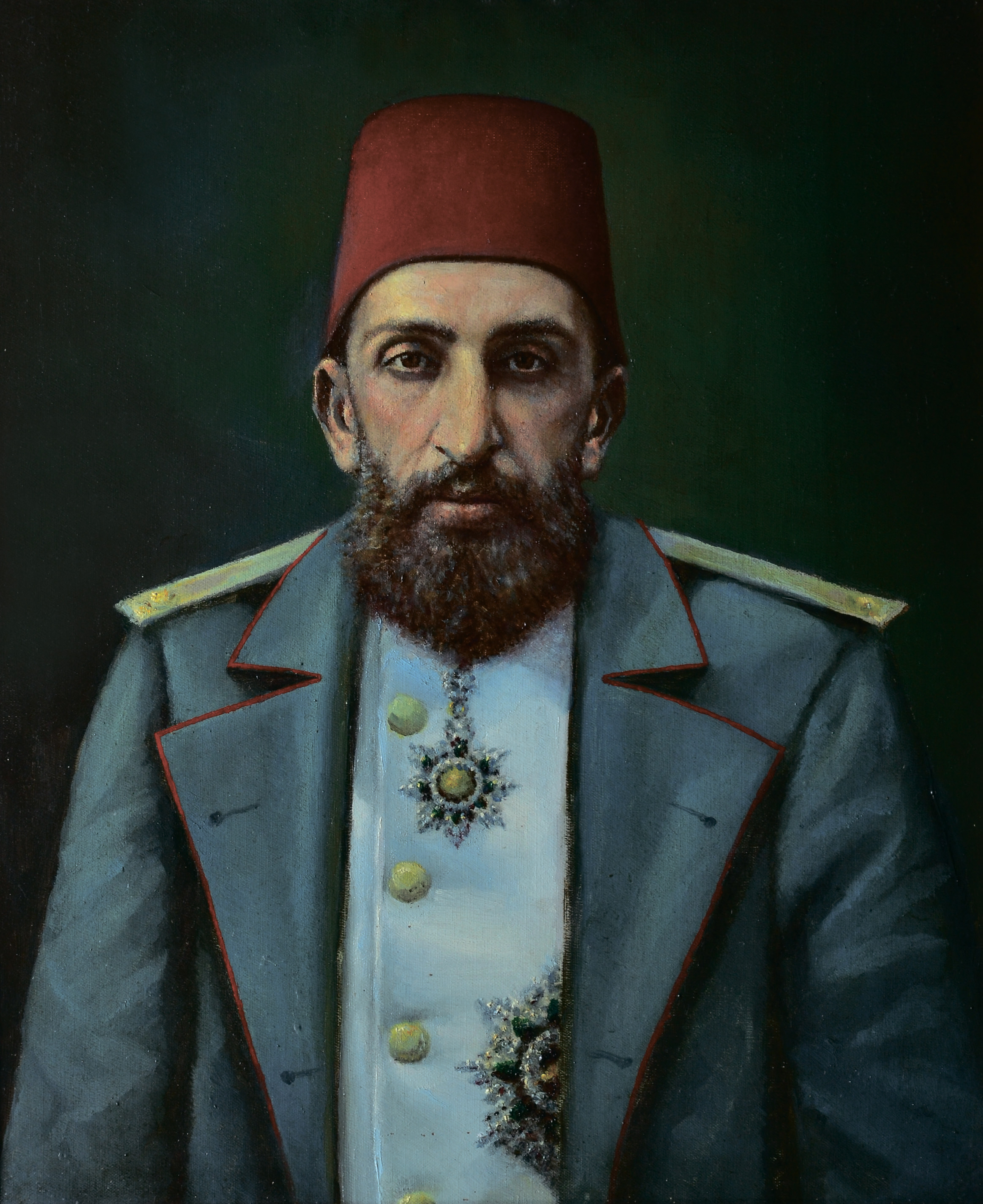
صورة السُلطان عبد الحميد الثاني وهو آخر سُلطان تولَّى الحُكم المُطلق في تاريخ السُلالة العُثمانيَّة وتم عزله في أعقاب واقعة مارس.

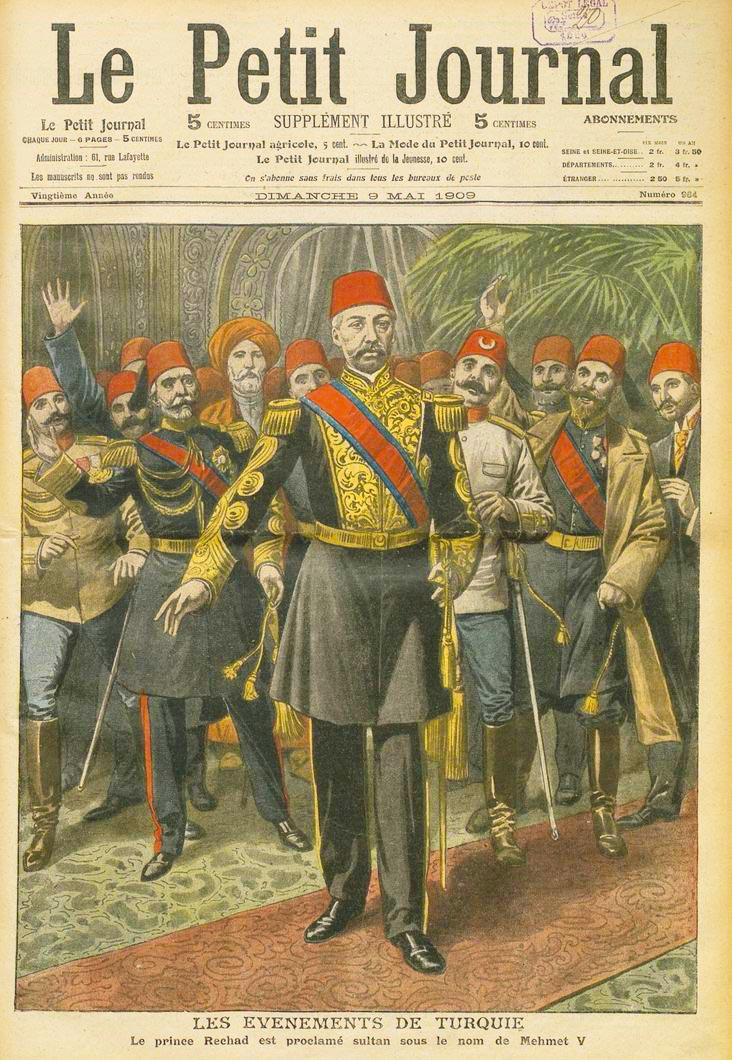
رسمٌ من صحيفة «لو پوتي جورنال» يصوِّر إعلان محمد الخامس سُلطانا للدولة العُثمانيَّة ليكون السُلطان الخامس والثلاثين في تاريخ السُلالة.

في أعقاب الثورة بقي القائدان نيازي بك وأنور پاشا خلف أستار الحياة السياسيَّة بسبب شبابهما ورُتبهما العسكريَّة المُبتدئة، حيث اتفقا على عدم توزيع صورهما على عامَّة الناس؛ لكن نادرًا ما تمَّ تطبيق ذلك الأمر فعليًا. بل على النقيض من هذا تصدَّر نيازي بك وأنور پاشا المشهد العام على أنهُما زعيمان لِلثورة وارتفعت مكانتهما إلى ما يُشبه «أسطورة العصر»، فوضِعَت صورهما على البطاقات البريديَّة ووزِّعت في جميع أنحاء الدولة العُثمانيَّة وطبقت شُهرتُهما الآفاق. ومع خاتمة سنة 1908 انتشرت صورُهما حتَّى بلغت إسطنبول عاصمة السلطنة العُثمانيَّة، حتى صار أطفال المدارس يلعبون بِأقنعة على وجُوههم تُصوِّر الثوَّار. وفي صورٍ أخرى تمَّ إنتاجها صوَّرت السُلطان في الوسط مُحاطًا بنيازي وأنور عن يمينه وعن شماله. وبما أن تصرُفات الرجلين كانت تبدو وكأنها انطلاقة لِثورة، فقد حظي نيازي الألباني وأنور التُركي بِإشادة شعبيَّة بِاعتبارهما «أبطال الحرية» (بالتركية: hürriyet kahramanları) ورمزًا لِلتعاون الألباني التُركي. وتكريمًا لدورهما في ثورة تُركيا الفتاة التي أقامت المشروطية الثانية في الدولة العُثمانيَّة تم ذكر أحمد نيازي بك إلى جانب أنور پاشا في مسيرة النواب (بالتركية: Meclis-i Mebusan Marşı) وتصدَّر اسماهما نشيد المجلس العُمُومي العُثماني، وظهر علنًا للمرة الأولى عند افتتاح البرلمان الجديد في 1909. حيث جاء في السطر الرابع من النشيد «يحيا نيازي، يحيا أنور» (بالتركية: Yaşasın Niyazi, yaşasın Enver). كما نشرت صحيفة «فولكان» العُثمانيَّة مقالاتٍ في مدح القائدين أنور پاشا ونيازي بك وكانت الصحيفة سالفة الذِكر مؤيدًا قويًا للمشروطيَّة.
بعد الثورة ارتقى أنور پاشا في صُفُوف القوَّات المُسلَّحة العُثمانيَّة ولعب دورًا هامًا في العلاقة بين الجيش وجمعيَّة الاتحاد والترقي. ومع سنة 1909 أصبح المُلحق العسكري في برلين يتولَّى الرقابة على الجُيُوش الألمانيَّة في أوروپَّا، وأقام علاقات شخصيَّة مع كبار القادة والقيصر في ألمانيا إبان الفترة القيصريَّة أو الرايخ الثاني، وفي هذه الفترة أعجب أنور بالثقافة الألمانيَّة وقوة الجيش الألماني. ولمَّا كان أنور پاشا بعيدًا عن الديار العُثمانيَّة وصل إلى مسامعه أن مُحاولة انقلابيَّة رجعيَّة تعصف بالنظام السياسي العُثماني تُطالب بِعودة الحُكم المُطلق للسُلطان العُثماني وإنهاء المشروطيَّة الثانية والدُستوريَّة في الدولة العُثمانيَّة، مما اضطرَّ أنور پاشا إلى العودة من الروملي إلى إسطنبول لِفترة قصيرة انضمَّ فيها إلى جيش الحركة في نيسان (أبريل) 1909 لإخماد نيران الانقلاب وكان الجيش سالف الذِكر تجمُعًا للجُيُوش التي قدمت من الروملي بُغية حماية المشروطيَّة العثمانية. وبُعيد سيطرة جيش الحركة على العاصمة إسطنبول ونجاحه في إحباط الانقلاب تم عزل السُلطان عبد الحميد الثاني في 27 نيسان (أبريل) 1909 ووضعه تحت الإقامة الجبريَّة بتهمة التواطُؤ مع الانقلابيين، فتمَّ تنصيب أخيه مُحمَّد الخامس سُلطانًا للدولة العُثمانيَّة مع تصاعُد نُفُوذ جمعيَّة الاتحاد والترقي وقد سُمِّيت تلكُمُ الأحداث «واقعة 31 مارس». وطوال عهد تُركيا الفتاة كان أنور پاشا عُضوًا في اللجنة المركزيَّة لجمعيَّة الاتحاد والترقي من عام 1908 إلى عام 1918.

## روابط خارجية
- أنور باشا على موقع IMDb (الإنجليزية)
- أنور باشا على موقع الموسوعة البريطانية (الإنجليزية)
- أنور باشا على موقع إن إن دي بي (الإنجليزية)